# میگل میراندا (بازیکن بسکتبال)
میگل میراندا (اسپانیایی: Miguel Miranda‎؛ زادهٔ ۹ اکتبر ۱۹۷۸) بازیکن بسکتبال پرتغالی است و در پست فوروارد-سنتر در باشگاه پورتو بازی می‌کند.